# Might and Magic II: Gates to Another World
Might and Magic II: Gates to Another World è un videogioco di ruolo sviluppato e pubblicato dalla New World Computing nel 1988 per varie console e home computer dell'epoca. Il videogioco è il secondo titolo della serie Might and Magic ed è il sequel di Might and Magic: The Secret of the Inner Sanctum.